# Kadua coriacea
Kadua coriacea är en måreväxtart som först beskrevs av James Edward Smith, och fick sitt nu gällande namn av Warren Lambert Wagner och David H. Lorence. Kadua coriacea ingår i släktet Kadua och familjen måreväxter. Inga underarter finns listade i Catalogue of Life.